# スタックスネット
スタックスネット (W32/Stuxnet) は、Microsoft Windowsで動作するコンピュータワームである。インターネット接続が無いスタンドアローンのコンピュータシステムも、USBストレージを経由して感染する。ネットワーク経由の攻撃に対して比較的安全とされていた産業用制御システムに感染して実害を及ぼし、イランの核施設を標的とした攻撃で広く知られた。2011年秋に出現したトロイの木馬型マルウェアであるドゥークーやフレイムは、スタックスネットから派生したと推察される。

## 概要
2010年6月17日にベラルーシのVirusBlokAda社が初めて報告し、ユーラシア圏を中心に世界で報告が続いた。感染に地域的な偏りがあることが特徴で報告例の6割弱がイランに集中している。
インターネット経由で伝播し、接続したコンピュータに感染して潜伏する。ネットワーク経由のほかに感染したコンピュータに接続したUSBストレージを経由して発症し、スタンドアローンのネットワークも侵入可能である。
MS10-046を含めて4件のMicrosoft Windowsの脆弱性（ゼロデイ脆弱性）を利用しており、Windows Explorerの起動だけで感染する。後に配布された修正パッチの適用がない場合は感染防御が困難である。
シーメンスの遠隔監視制御・情報取得システム (SCADA) が、プログラマブルロジックコントローラ (PLC) に対するMicrosoft Windows側のインターフェース・ソフトウェアとして採用しているWinCC/PCS7、を攻撃目標としている。2010年9月にイランのエスファハーン州ナタンズに所在する核燃料施設のウラン濃縮用遠心分離機が受けたサイバー攻撃 では、スタックスネットが遠心分離機を制御するPLCにオーバーライドして周波数変換装置を攻撃し、約8400台の遠心分離機全てが稼働不能となりブーシェフル原子力発電所も被害が生じた。
シマンテックは「USBメモリで媒介される」として不用意な接続に注意を喚起している。

## 作成者
ニューヨーク・タイムズは2012年6月1日に、アメリカ国家安全保障局 (NSA) とイスラエル軍情報機関8200部隊がこのワームをイラン攻撃用に作成した、と報じた。元NSA職員のエドワード・スノーデンは、シュピーゲル誌のインタビューで「NSAとイスラエルが共同で開発した」と語っている。